# Alix de Montferrat
Alix de Montferrat (morte en 1233) est une fille de Guillaume VI, marquis de Montferrat, et de Berta di Clavesana, qui est par mariage une reine de Chypre, surnommée La Reine Lombarde par ses sujets.
En 1225, l’empereur Frédéric II de Hohenstaufen, désirant se constituer un empire méditerranéen, épouse la reine Isabelle II de Jérusalem et s’engage à partir en croisade. Il ne le fait qu’en 1228, après la mort de son épouse et une excommunication du pape, qui trouve qu’il ne réalise pas assez vite son vœu. Comme il est suzerain du royaume de Chypre, il écarte le régent Jean d’Ibelin et se déclare régent et tuteur du jeune roi Henri Ier de Lusignan. Son islamophilie et la brutalité avec laquelle il mène sa politique outremer lui vaut la révolte des barons d’Orient. 
Quand il quitte la Terre sainte, en mai 1229, il laisse la régence à cinq barons qui figurent parmi ses partisans et fiance Henri à Alix de Montferrat, sœur de Boniface II de Montferrat, un de ses fidèles qui l’accompagne en croisade, afin de tenter de se le concilier. Le mariage est aussitôt célébré par procuration à Limassol. Alix, qui était alors en Italie, se rend en Orient en 1231, accompagnant Roger Filangeri et des troupes impériales. On ne sait quand elle épouse Henri, et l’on pense que c’est en Palestine plutôt qu’à Chypre, alors en pleine guerre civile, entre les partisans de l’empereur et ceux de Jean d’Ibelin. Elle est cependant couronnée reine à Nicosie. Le hasard des combats fait qu’elle se retrouve en otage par avec les cinq régents, réfugiés dans le château de Cérines et assiégés par Jean d’Ibelin et d’Hugues Ier. Elle meurt au cours de ce siège, sans avoir eu d’enfants de son mari. Les combats ont été interrompus afin que son cadavre puisse être remis cérémonieusement à Henry pour l'enterrement royal.

## Sources
- René Grousset, Histoire des croisades et du royaume franc de Jérusalem - III. 1188-1291 L'anarchie franque, Paris, Perrin, 1936 (réimpr. 2006), 902 p., p. 340.
- Louis de Mas Latrie, Histoire de l'Île de Chypre sous le règne des princes de la Maison de Lusignan, Paris, Imprimerie Impériale, 1852-1861 (OCLC 156109086, lire en ligne), p. 253 et 293.
- Foundation for Medieval Genealogy :
  - Alix de Montferrat.
  - Henri Ier, roi de Chypre.